# 이병호 (변호사)
이병호(1926년 3월 17일 ~ 2016년 12월 18일)는 대한민국의 변호사이다. 

## 생애
1983년 4월 23일에 서울지방변호사회 정기총회에서 신임 회장으로 선출된 이병호는 변호사들의 국민에 대한 서비스를 대폭 늘려 변호사에 대한 사회적 신임을 되찾고 과다한 사건 수임료가 변호사에 대한 불신의 소지가 있기 때문에 변호사 보수 규칙을 제정해 수임료의 적정화를 도모하겠다"고 말했다.
이병호는 리영희 교수를 상대로  "원고의 자서전인 <자유인>과 같은 제목의 저작물 제작 및 배포 금지"를 요구하는 가처분 신청을 제기했으나 서울지방법원 서부지원 형사1부(재판장 노원욱)는 "두 책의 내용이 전혀 다를 뿐만 아니라 신청인의 책 제목이 부정경쟁방지법에 규정된 널리 알려진 상품의 표지라고 보기 힘들다"는 이유로 "이유없다"며 기각했다.
미국 알베르트 아인슈타인 국제 아카데미 재단이 수여하는 아인슈타인 노벨평화상을 받았다.
대한민국 제14대 대통령 선거에서  대한정의당 총재 자격으로 정견을 발표하면서 "아태변호사회가 변호사의 유엔이며 내가 회장으로서 변호사의 대통령"이라고 말한 것과 관련하여 대한변호사협회는 국민을 기만한 것으로 보고 변호사의 품위 손상을 이유로 조사했다.

## 대선출마
이병호 대한민국 제14대 대통령 선거에 출마하여 0.2%의 지지율을 얻고, 7명의 후보 중 7등을 차지하였다. 1997년에는 민주국민연합이라는 정당을 창당하여 대선출마를 시도하였으나, 결국 불출마하였다. 1997년 8월 30일에 "방송 3사는 선거운동 기간에만 TV연설과 선전을 할 수 있도록 돼 있는 대통령 선거법을 위반하여 토론회를 방송하고 있다"며 "한국방송공사 등 공중파 방송 3사의 대통령 선거 후보 토론회는 사전선거운동에 해당하므로 방영을 금지해야 한다"는 이유로  방송사들을 상대로 TV토론회 방영금지 가처분 신청을 서울지방법원 남부지원에 제출했다.